# Нові Раглиці
Нові Раглиці (рос. Новые Раглицы) — присілок у Волосовському районі Ленінградської області Російської Федерації.
Населення становить 32 особи. Належить до муніципального утворення Калитинське сільське поселення.

## Історія
Від 1 серпня 1927 року належить до Ленінградської області.

## Населення
| 2007 | 2010 | 2017 |
| ---- | ---- | ---- |
| 23   | ↘16  | ↗32  |